# Charley Parkhurst

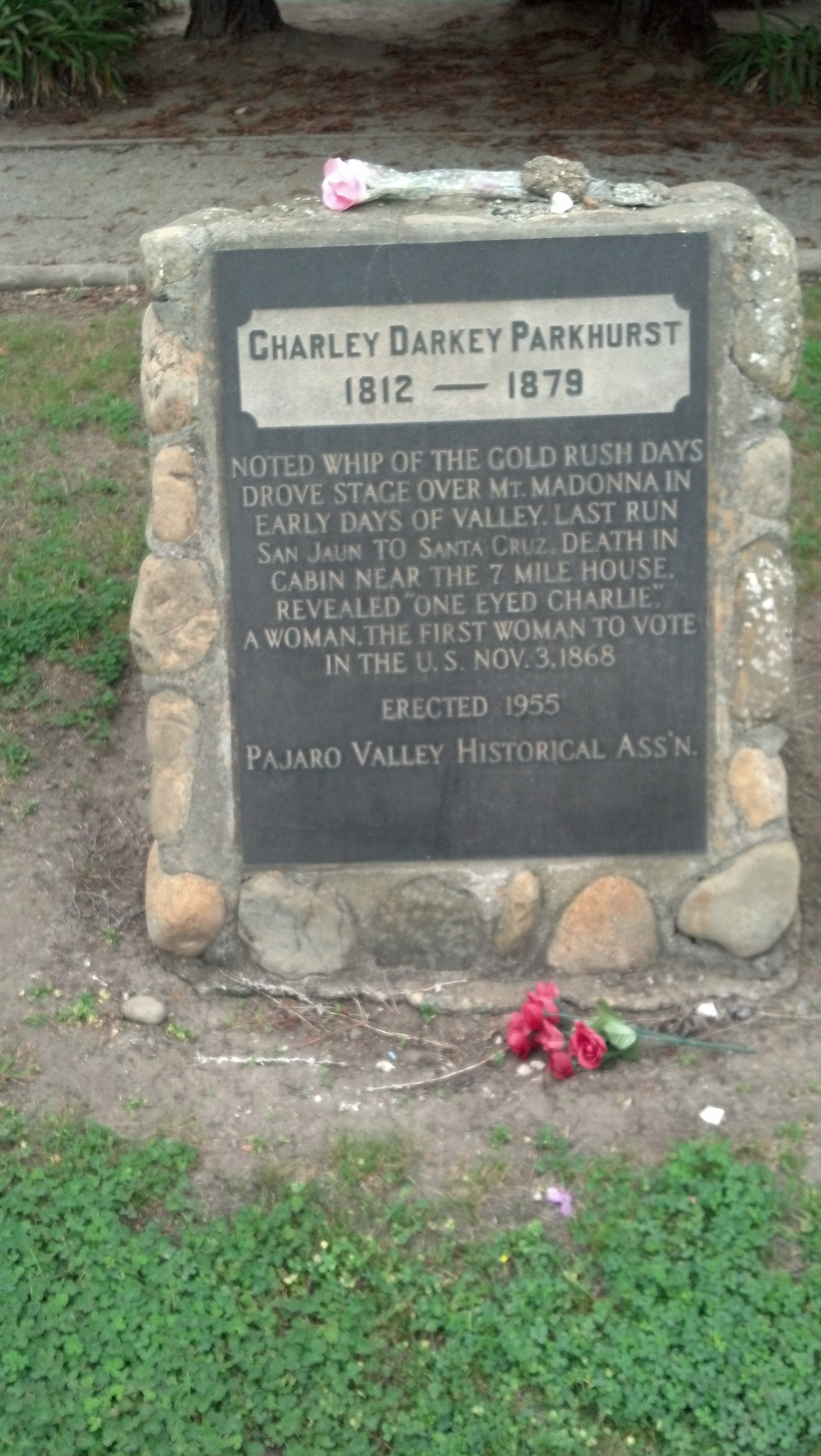
Gedenkstein für Charley Parkhurst

Charley Darkey Parkhurst, geboren als Charlotte Darkey Parkhurst (* 1812 in Sharon, Vermont; † 18. Dezember 1879 in Watsonville, Kalifornien), auch bekannt als One Eyed Charley oder Six-Horse Charley, war ein US-amerikanischer Postkutscher, Farmer und Rancher in Kalifornien. Geboren als Frau in Neu England, wuchs Parkhurst als Waise auf und lief im Alter von 12 Jahren weg. Er nahm den Namen Charley an und lebte von da an als Mann. Parkhurst lernte die Tätigkeit eines Kutschers und arbeitete in Massachusetts, Rhode Island und Georgia.
Der Goldrausch führte ihn im Jahr 1849 nach Kalifornien und dort wurde er ein bekannter Fahrer von Postkutschen. Vermutlich war er im Jahr 1868 die erste Frau, die jedoch als Mann an der Präsidentenwahl in Kalifornien teilnahm. Nach seinem Tod stellte sich heraus, dass Parkhurst eine Frau war und dass sie ein Kind geboren hatte.

## Leben
Charley Parkhurst wurde als Charlotte Darkey Parkhurst 1812 in Sharon, Vermont geboren. Sie war die Tochter von Mary Parkhurst, geborene Morehouse und dem Richter Ebenezer Parkhurst. Parkhurst hatte zwei Geschwister, Charles D. und Maria. Charles D. wurde im Jahr 1811 geboren und starb im Februar 1813, nur zwei Monate nach dem Tod der Mutter Mary im Dezember 1812 in Sharon. Charley und die Schwester Maria wurden in Pflege gegeben und zogen nach Lebanon, New Hampshire.
Parkhurst lief im Alter von 12 Jahren davon, nahm den Namen Charley und ein maskulines Erscheinungsbild an. In Worchester, Massachusetts lernte er Ebenezer Balch, einen Mietstallbesitzer kennen und unter seiner Obhut gelangte er nach Providence, Rhode Island. Balch behandelte Parkhurst wie seinen Sohn und von ihm lernte er den Umgang mit Pferden. Da er großes Talent zeigte, lehrte ihn Balch auch das Kutschieren, zunächst mit einem Pferd, später mit vier und sechs Pferden.
Er fand Anstellung als Kutscher bei den What Cheer Stabels. 1849 fuhr er elegante Kutschen für die Stallbesitzer William Hayden und Charles Henry Childs. 1851 reiste Charley Parkhurst mit dem Schiff R.B. Forbes von Boston nach Panama. Nach der Überquerung des Isthmuses reiste er mit der S.S. Golden Gate weiter nach San Francisco.
In Panama lernte Parkhurst John Morton kennen, der auf dem Rückweg nach San Francisco war. Morton war Besitzer der Morton Draying and Warehouse Co. und er bot Parkhurst Arbeit an.
Durch den Tritt eines Pferdes verlor Charley Parkhurst im Jahr 1856 ein Auge und bekam die Spitznamen One Eyed Charley oder Cockeyed Charley. Später arbeitete er für Jim Birch und erwarb sich den Ruf als einer der besten Kutscher der Westküste, genannt Whip. Ein weiterer Spitzname Six-Horse Charley erwuchs aus diesem Ruf. Er wurde gemeinsam mit „Foss“, „Hank Monk“ und „George Gordon“ zu den besten Fahrern seiner Zeit eingestuft. Postkutschen-Fahrer wurden nach einer Passage der Bibel auch „Jehus“ genannt.
Zu den Routen, die er in Nordkalifornien fuhr, gehörten die Strecken von Stockton nach Mariposa, die „great stage route“ von San José nach Oakland und von San Juan Bautista nach Santa Cruz. Die Postkutschen-Fahrer transportierten neben der Post auch Passagiere und mussten mit Überfällen, schlechtem Wetter und gefährlichen, primitiven Wegen umgehen. Als die Eisenbahn Kalifornien erreichte und den Transport übernahm, setzte sich Parkhurst als Kutscher zur Ruhe und ließ sich in Watsonville nieder. Dort betrieb er eine Farm und im Winter Holzwirtschaft. Charley Parkhurst lebte in einer kleinen Hütte und litt in seinen späten Jahren an Rheuma. Er starb am 18. Dezember 1879 an Zungenkrebs.

## Obduktion
Nach seinem Tod im Dezember 1879 kamen Nachbarn, um seinen Körper für die Beerdigung vorzubereiten. Sie entdeckten, dass Charley Parkhurst eine Frau war. Als Todesursache wurden Rheumatismus und der Zungenkrebs festgestellt. Zusätzlich stellte der Arzt, der seinen Leichnam untersuchte, fest, dass Parkhurst ein Kind zur Welt gebracht hatte. In einer Truhe des Hauses fand sich Kleidung eines Babys. Diese Tatsachen wurden zur Sensation und fanden in den nationalen Zeitungen Niederschlag.
Der Nachruf auf Parkhurst in der San Francisco Call wurde am 9. Januar 1880 in der The New York Times veröffentlicht. Die Schlagzeile lautete:

“Thirty Years in Disguise: A Noted Old Californian Stage-Driver Discovered, after Death, to be a Woman.”

„Dreißig Jahre in Verkleidung: Nach dem Tod eines bekannten alten kalifornischen Postkutschenfahrers wurde aufgedeckt, dass er eine Frau war.“

“He was in his day one of the most dexterous and celebrated of the famous California drivers ranking with Foss, Hank Monk, and George Gordon, and it was an honor to be striven for to occupy the spare end of the driver's seat when the fearless Charley Parkhurst held the reins of a four-or six-in hand...
Last Sunday [December 28, 1879], in a little cabin on the Moss Ranch, about six miles from Watsonville, Charley Parkhurst, the famous coachman, the fearless fighter, the industrious farmer and expert woodman died of the cancer on her tongue. She knew that death was approaching, but she did not relax the reticence of her later years other than to express a few wishes as to certain things to be done at her death. Then, when the hands of the kind friends who had ministered to her dying wants came to lay out the dead body of the adventurous Argonaut, a discovery was made that was literally astounding. Charley Parkhurst was a woman.”

„Er war zu seiner Zeit einer der geschicktesten und gefeiertsten der berühmten kalifornischen Fahrer, der mit Foss, Hank Monk und George Gordon eingestuft wurde und jeder strebte die Ehre an, das freie Ende des Fahrersitzes zu besetzen, wenn der furchtlose Charley Parkhurst die Zügel eines Vier- oder Sechsspänners in der Hand hielt …
Am letzten Sonntag [28. Dezember 1879], in einer kleinen Hütte auf der Moss Ranch, etwa sechs Meilen von Watsonville, starb Charley Parkhurst, der berühmte Kutscher, der furchtlose Kämpfer, der fleißige Landwirt und erfahrene Waldarbeiter, an Zungenkrebs. Sie wusste, dass der Tod sich näherte, aber sie gab nicht die Zurückhaltung ihrer späteren Jahre auf, sondern äußerte nur ein paar Wünsche, was bei ihrem Tod zu tun sei. Dann, als die Hände der freundlichen Freunde, die sie im Sterben begleitet hatten, die Leiche für die letzte Reise herrichten wollten, wurde eine Entdeckung gemacht, die buchstäblich erstaunlich war. Charley Parkhurst war eine Frau.“

In dem Artikel wurde beschrieben, wie ungewöhnlich es war, dass Parkhurst so lange ihr Geschlecht verbergen konnte und in Berufen gearbeitet hatte, die höchste physische Qualitäten wie Nervenstärke, Mut, Kühnheit und Ausdauer erforderten und sollte ihm eine fast romantische persönliche Tapferkeit verleihen, die es ihm ermöglicht hatte, sich durch den Hinterhalt eines Feindes zu kämpfen. Fast unglaubwürdig, jedoch gab es genügend Belege, um alles zu beweisen.

## Die Wahl von 1868
Der Santa Cruz Sentinel vom 17. Oktober 1868 listet Charles Darkey Parkhurst auf der offiziellen Wählerliste für die Präsidentschaftswahl in den Vereinigten Staaten 1868. Es gibt jedoch keine Aufzeichnung, ob Parkhurst tatsächlich zur Wahl gegangen ist.
Sollte er an der Wahl teilgenommen haben, wäre er der erste Transgender Mann gewesen, der an einer Präsidentschaftswahl teilgenommen hat. Anders, als auf dem Grabstein von Parkhurst steht, war er nicht die erste Frau in den Vereinigten Staaten, die an einer Präsidentschaftswahl teilgenommen hat. Einige Staaten hatten bereits vor 1868 Frauen erlaubt, an den Wahlen teilzunehmen.

## Ehrungen

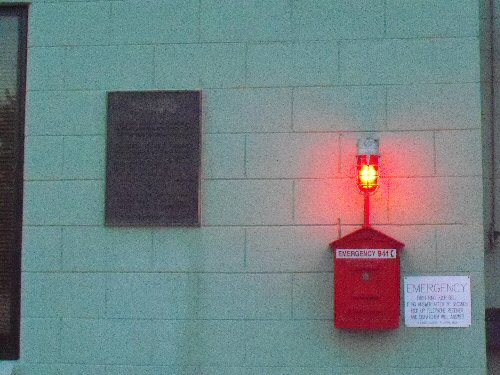
Tafel an der Feuerwache in Soquel

- An der Feuerwache in Soquel befindet sich eine Tafel mit der Aufschrift:

“The first ballot by a woman in an American presidential election was cast on this site November 3, 1868, by Charlotte (Charley) Parkhurst who masqueraded as a man for much of her life. He was a stagecoach driver in the mother lode country during the gold rush days and shot and killed at least one bandit. In her later years he drove a stagecoach in this area. He died in 1879. Not until then was he found to be female. He is buried in Watsonville at the pioneer cemetery.”

„Die erste Stimmabgabe einer Frau bei den Präsidentschaftswahlen fand an dieser Stelle am 3. November 1868 durch Charlotte (Charley) Parkhurst, die ihr Leben als Mann gelebt hat, statt. Er war ein Postkutschen-Fahrer in diesem Land während der Zeit des Goldrausches und erschoss mindestens einen Banditen. In ihren späteren Jahren fuhr er eine Postkutsche in dieser Gegend. Er starb im Jahr 1879. Erst danach stellte man fest, dass er eine Frau war. Sein Grab befindet sich auf dem Watsonville Gioneer Cementery.“

- Im Jahr 1955 errichtete die Pajaro Valley Historical Association ein Monument auf dem Grab von Parkhurst mit folgender Inschrift:

Charley Darkey Parkhurst (1812-1879) Noted whip of the gold rush days drove stage over Mt. Madonna in early days of Valley. Last run San Juan to Santa Cruz. Death in cabin near the 7 mile house. Revealed 'one eyed Charley' a woman. First woman to vote in the U.S. November 3, 1868.

„Charley Darkey Parkhurst (1812–1879) Bekannter Whip aus der Zeit des Goldrausches fuhr Kutschen über den Mt. Madonna in den frühen Zeiten des Tals. Letzte Fahrt von San Juan nach Santa Cruz. Starb in einer Hütte in der Nähe des 7 Mile House. Aufgedeckt one eyed Charley eine Frau. Die erste Frau, die bei der U.S. Wahl am 3. November 1868 gewählt hat.“

- Im Jahr 2007 wurden durch die Santa Cruz County Redevelopment Agency die Parkhurst Terrace Apartments, benannt nach Charley Parkhurst, errichtet.[11]

## Nachwirkung
- Das Autry National Center in Los Angeles zeigte von 2009 bis 2010 eine Serie von Veranstaltungen zum Thema Out West. Hierzu gehörten Ausstellungen, Lesungen, Filme und anderes Material über Homosexuelle, Bisexuelle und Transgender Personen und ihren Beitrag zum Wilden Westen. Charley Parkhurst gehörte zu den Personen, die in dieser Serie vorgestellt wurden.[2]
- Pam Muñoz Ryan schrieb 1999 eine fiktive Biographie über das Leben von Charley Parkhurst für Kinder. Der Titel lautet Riding Freedom. Illustriert wurde das Buch von Brian Selznick.[12]
- Fern J. Hill Schrieb eine fiktive Memoire, die auf Parkhursts Leben basiert: Charley's Choice: The Life and Times of Charley Parkhurst (2008).[13]
- Karen Kondazian schrieb einen fiktiven historischen Roman, The Whip (2012), basierend auf dem Leben von Charley Parkhurst.[14]